# Dalila Jakupović
Dalila Jakupović (* 24. März 1991 in Jesenice) ist eine slowenische Tennisspielerin.

## Karriere
Jakupović erlernte mit sechs Jahren das Tennisspielen, sie bevorzugt laut ITF-Spielerprofil Hartplätze. Bislang spielt sie vor allem auf Turnieren des ITF Women’s Circuit, bei denen sie bereits acht Einzel- und 19 Doppeltitel gewonnen hat.
Ihr erstes Turnier als Profi spielte sie im März 2008 in Antalya. Ihre erste Partie auf dem ITF Circuit gewann sie im Juli 2008 in Bukarest. Mit dem Viertelfinaleinzug in Mytilini wurde sie im September 2008 erstmals in der Weltrangliste geführt. Ihr erstes Endspiel erreichte sie im September 2009 in Bangalore; der erste Turniersieg gelang ihr im März 2012 in Aurangabad, als sie Peangtarn Plipuech im Finale mit 6:4 und 7:5 besiegte.
2013 gelang ihr bei den Schönbusch Open in Aschaffenburg die erste Finalteilnahme bei einem $25.000-Turnier; sie unterlag Maša Zec Peškirič mit 4:6 und 4:6.
Bei ihrem ersten Auftritt bei einem Turnier der WTA Tour erreichte Jakupović 2014 als Qualifikantin auf Anhieb das Hauptfeld der Monterrey Open, unterlag aber in der ersten Runde Luksika Kumkhum mit 5:7 und 0:6. Beim Porsche Tennis Grand Prix scheiterte sie in der ersten Runde der Qualifikation mit 3:6 und 0:6 an Kateřina Siniaková. Beim Nürnberger Versicherungscup kam sie ebenfalls nicht über die zweite Runde der Qualifikation hinaus. Daraufhin spielte sie zunächst wieder überwiegend auf ITF-Turnieren.
Mit den Finalteilnahmen bei den Lenzerheide Open 2016 und den Internationalen Württembergischen Damen-Tennis-Meisterschaften um den Stuttgarter Stadtpokal in Stuttgart-Vaihingen sowie dem Sieg beim ebenfalls mit $25.000 dotierten Turnier in Turin stand sie im Juli 2016 auf Position 209. Ihre bislang beste Weltranglistenposition im Einzel erreichte sie im Mai 2017 mit Platz 129.
Seit 2014 spielt sie zudem für die slowenische Fed-Cup-Mannschaft; ihre Fed-Cup-Bilanz weist bislang 8 Siege bei 9 Niederlagen aus.

## Turniersiege

### Einzel
| Nr. | Datum            | Turnier    | Kategorie   | Belag     | Finalgegnerin                   | Ergebnis       |
| --- | ---------------- | ---------- | ----------- | --------- | ------------------------------- | -------------- |
| 1.  | 10. März 2012    | Aurangabad | ITF $10.000 | Sand      | Peangtarn Plipuech              | 6:4, 7:5       |
| 2.  | 28. Februar 2015 | Aurangabad | ITF $25.000 | Sand      | Xinyun Han                      | 6:75, 6:4, 6:4 |
| 3.  | 9. Juli 2016     | Turin      | ITF $25.000 | Sand      | Lina Gjorcheska                 | 7:5, 6:4       |
| 4.  | 14. August 2016  | Hechingen  | ITF $25.000 | Sand      | Cindy Burger                    | 6:3, 4:6, 7:65 |
| 5.  | 25. März 2018    | Canberra   | ITF $60.000 | Sand      | Destanee Aiava                  | 6:4, 6:4       |
| 6.  | 27. August 2023  | Bydgoszcz  | ITF W25     | Sand      | Nika Radišić                    | 6:2, 6:1       |
| 7.  | 10. März 2024    | Nagpur     | ITF W35     | Sand      | Ku Yeon-woo                     | 6:1, 6:2       |
| 8.  | 17. März 2024    | Indore     | ITF W35     | Hartplatz | Shrivalli Rashmikaa Bhamidipaty | 6:3, 6:2       |

### Doppel
| Nr. | Datum              | Turnier       | Kategorie         | Belag             | Partnerin             | Finalgegnerinnen                        | Ergebnis           |
| --- | ------------------ | ------------- | ----------------- | ----------------- | --------------------- | --------------------------------------- | ------------------ |
| 1.  | 20. Juni 2009      | Melilla       | ITF $10.000       | Hartplatz         | Zuzana Zlochová       | Lucia Kovarcikova Davinia Lobbinger     | 6:2, 6:4           |
| 2.  | 29. Januar 2011    | Kolkata       | ITF $10.000       | Sand              | Nicole Clerico        | Ankita Raina Poojashree Venkatesha      | 6:3, 6:1           |
| 3.  | 9. März 2012       | Aurangabad    | ITF $10.000       | Sand              | Sarah-Rebecca Sekulic | Peangtarn Plipuech Varunya Wongteanchai | 6:1, 6:3           |
| 4.  | 14. November 2015  | Bratislava    | ITF $25.000       | Hartplatz (Halle) | Anne Schäfer          | Michaela Hončová Chantal Škamlová       | 6:75, 6:2, [10:8]  |
| 5.  | 12. Dezember 2015  | Kairo         | ITF $25.000       | Sand              | Walentina Iwachnenko  | Martina Caregaro Réka Luca Jani         | kampflos           |
| 6.  | 8. Juli 2016       | Turin         | ITF $25.000       | Sand              | Lina Gjorcheska       | Alice Matteucci Sopia Schapatawa        | 6:3, 6:3           |
| 7.  | 30. April 2017     | Istanbul      | WTA International | Sand              | Nadija Kitschenok     | Nicole Melichar Elise Mertens           | 7:66, 6:2          |
| 8.  | 5. Januar 2018     | Playford City | ITF $25.000       | Hartplatz         | Irina Chromatschowa   | Junri Namigata Erika Sema               | 2:6, 7:5, [10:5]   |
| 9.  | 23. März 2018      | Canberra      | ITF $60.000       | Sand              | Priscilla Hon         | Miyu Katō Makoto Ninomiya               | 6:4, 4:6, [10:7]   |
| 10. | 15. April 2018     | Bogotá        | WTA International | Sand              | Irina Chromatschowa   | Mariana Duque Mariño Nadia Podoroska    | 6:3, 6:4           |
| 11. | 5. Mai 2018        | Anning        | WTA Challenger    | Sand              | Irina Chromatschowa   | Guo Hanyu Sun Xuliu                     | 6:1, 6:1           |
| 12. | 24. Mai 2022       | Grado         | ITF W60           | Sand              | Alena Fomina-Klotz    | Eudice Chong Liang En-shuo              | 6:1, 6:4           |
| 13. | 5. Juni 2022       | Makarska      | WTA Challenger    | Sand              | Tena Lukas            | Olga Danilović Aleksandra Krunić        | 5:7, 6:2, [10:5]   |
| 14. | 17. Juli 2022      | Liepāja       | ITF W60           | Sand              | Ivana Jorović         | Emily Appleton Prarthana Thombare       | 6:4, 6:3           |
| 15. | 30. April 2023     | Istanbul      | ITF W60           | Sand              | Irina Chromatschowa   | Priscilla Hon Walerija Strachowa        | 7:63, 6:4          |
| 16. | 13. Mai 2023       | Zagreb        | ITF W60           | Sand              | Jule Niemeier         | Carole Monnet Antonia Ružić             | 6:2, 7:5           |
| 17. | 22. Juli 2023      | Iași          | WTA Challenger    | Sand              | Veronika Erjavec      | Irina Bara Monica Niculescu             | 6:4, 6:4           |
| 18. | 19. August 2023    | Breslau       | ITF W40           | Sand              | Ekaterine Gorgodse    | Weronika Ewald Daria Kuczer             | 6:4, 4:6,[10:7]    |
| 19. | 26. August 2023    | Bydgoszcz     | ITF W25           | Sand              | Nika Radišić          | Zuzanna Pawlikowska Malwina Rowinska    | 6:4, 6:2           |
| 20. | 23. September 2023 | Parma         | WTA Challenger    | Sand              | Irina Chromatschowa   | Anna Bondar Kimberley Zimmermann        | 6:2, 6:3           |
| 21. | 5. November 2023   | Iraklio       | ITF W40           | Sand              | Irina Bara            | Oana Gavrilă Sapfo Sakellaridi          | 3:6, 7:66, [10:8]  |
| 22. | 11. Februar 2024   | Mumbai        | WTA Challenger    | Hartplatz         | Sabrina Santamaria    | Arianne Hartono Prarthana Thombare      | 6:4, 7:64          |
| 23. | 9. März 2024       | Nagpur        | ITF W35           | Sand              | Irina Bara            | Ku Yeon-woo Justina Mikulskytė          | 68:7, 7:65, [10:7] |
| 24. | 16. Februar 2025   | Altenkirchen  | ITF W75           | Teppich (Halle)   | Marie Benoît          | Emily Appleton Isabelle Haverlag        | 7:5, 7:66          |
| 25. | 31. Mai 2025       | Villach       | ITF W35           | Sand              | Nika Radišić          | Jasmijn Gimbrère Rasheeda McAdoo        | 6:4, 6:4           |
| 26. | 19. Juli 2025      | Olmütz        | ITF W75           | Sand              | Nika Radišić          | Rutuja Bhosale Zheng Wushuang           | 6:4, 6:1           |